# Bujnice
Bujnice – wieś w Polsce położona w województwie łódzkim, w powiecie piotrkowskim, w gminie Gorzkowice.
W latach 1975–1998 miejscowość administracyjnie należała do województwa piotrkowskiego.
Przez miejscowość przebiega niewielka rzeka Rudka dopływ Luciąży.

## Zabytki
Według rejestru zabytków Narodowego Instytutu Dziedzictwa na listę zabytków wpisany jest obiekt:
- park dworski, pocz. XX w., nr rej.: 289 z 31.08.1983 i z 14.07.1995